# Jack Crawford (personaje)
Jack Crawford es un personaje ficticio que aparece en la serie Hannibal Lecter de los libros de Thomas Harris, en la que Crawford es el agente encargado de la Unidad de Ciencias del Comportamiento del FBI en Quantico, Virginia. 

## Red Dragon
El personaje de Jack Crawford aparece por primera vez en la novela de Harris El dragón rojo, donde le pide a Will Graham, su antiguo protegido, prestar asistencia en la solución de los asesinatos cometidos por un asesino en serie conocido como «El Hada de los Dientes». Graham, como un detective profesional, era capaz de pensar como los criminales que él perseguía, facilitando así al FBI en la aprehensión definitiva de un criminal. Graham se había retirado después de ser atacado y casi asesinado por el Dr. Hannibal Lecter, un paciente del hospital de Baltimore (dirigido por el Dr. Frederick Chilton), que había ayudado al FBI en varias ocasiones antes para llegar a los paraderos de criminales. Crawford se da cuenta de que necesita de la ayuda de Lecter de nuevo, por lo que pide a Graham entrevistarlo. Luego, el mismo se ve obligado a proteger a Graham y su familia después de que Lecter envíe al asesino que busca por medio de sus direcciones. Luego de un incendio en la casa del asesino, Crawford cree que murió, pero el «Hada de los Dientes» aparece en la casa de Graham para asesinar a su hijo y luego la esposa de él lo asesina a balazos. Crawford quedaría resentido con Lecter por el resto de su vida.

## The Silence of the lambs
Jack Crawford vuelve a aparecer en la novela The Silence of the Lambs, una vez más en la investigación de un asesino en serie. Esta vez, el asesino en serie se llama «Buffalo Bill», y es responsable de asesinar y despellejar a las mujeres con sobrepeso.
Cuando Crawford se ve perplejo al tratar de determinar quién es Buffalo Bill, se ve obligado a llamar una vez más a Hannibal Lecter para obtener ayuda. Esta vez, Crawford envía a un aprendiz femenino, Clarice Starling, para realizarle una entrevista a Lecter. A modo de información obtenida de Lecter, Clarice se entera de que el nombre de «Buffalo Bill» es Jame Gumb y que posiblemente lo encuentre buscando pistas en la vida de la primera víctima de este, Fredrica Bimmel. Mientras Crawford y sus hombres llegan a un paradero equivocado, Starling encuentra la casa de Gumb y, tras un momento angustiante de obscuridad, logra ponerle fin al buscado asesino, sin la ayuda del FBI.

## Hannibal
Crawford aparece como un personaje relativamente menor en el libro de Hannibal, y muere al final de un ataque al corazón. Su cuerpo permanece junto al de su esposa. Clarice lo visitó en el lugar donde está enterrado.

## Adaptaciones fílmicas y de televisión
El personaje de Crawford aparece en las adaptaciones cinematográficas de El dragón rojo y The Silence of the Lambs. En la adaptación de Hannibal no aparece, aunque una escena eliminada explica que él ha muerto. Ha sido interpretado por cuatro actores diferentes:
- Dennis Farina en Manhunter, la primera adaptación de cine de la novela El dragón rojo.

- Scott Glenn en la adaptación cinematográfica de The Silence of the Lambs.

- Harvey Keitel en la adaptación de 2002 de Red Dragon, que utiliza el título original de la novela.

- Laurence Fishburne en la serie de televisión de la cadena NBC Hannibal.

- Datos: Q4574639